# 니코스 리베로풀로스
니콜라오스 "니코스" 리베로풀로스(Nikolaos "Nikos" Liberopoulos, Νίκόλαος "Νίκος"Λυμπερόπουλος, 1975년 8월 4일 ~)는 그리스의 전 축구 선수이다. 포지션은 중앙 공격수이다.
리베로풀로스는 에라니 필리아트리온 (Erani Filiatrion)에서 선수 생활을 시작해 칼라마타 (Kalamata), 파나티나이코스 FC, AEK 아테네, 아인트라흐트 프랑크푸르트 등에서 선수 생활을 하였다. 그리스 축구 국가대표팀에서는 1996년부터 2012년까지 76경기에 출장해 13골을 넣었으며 (2012년 6월 기준), UEFA 유로 2008, UEFA 유로 2012 대표로 뛰었다.